# Hi-5 (chương trình truyền hình Úc)
Hi-5 là chương trình truyền hình thiếu nhi của Úc, lên sóng lần đầu ngày 12 tháng 4 năm 1999. Ban đầu show được Kids Like Us sản xuất, sau đó chuyển nhượng lại cho Southern Star làm tiếp trên kênh Nine Network. Hai nhà sáng lập show là Helena Harris and Posie Graeme-Evans. Ban nhạc Hi-5 trong sê-ri này sau đó trở nên nổi tiếng với các bài hát cho trẻ em.

## Phiên bản Việt hoá
Chào bé yêu là phiên bản Việt Nam từ chương trình dành cho thiếu nhi Hi-5, gây ấn tượng bởi những MC vui nhộn, những bài hát hay và những câu chuyện ngộ nghĩnh về cuộc sống được kể  bằng giọng ca ngộ nghĩnh của các nghệ sĩ: MC Trấn Thành, Tường Vy, Kim Nhã, Khởi My, Hòa Hiệp và Võ Ngọc Trai. Chào bé yêu do Đài Truyền hình TPHCM phối hợp với Đông Tây Promotion sản xuất với sự tài trợ của nhãn hàng sơn nội thất cao cấp Dulux - EasyClean của Công ty Sơn AkzoNobel Việt Nam, dành cho các bé từ 2 - 7 tuổi, vừa ra mắt khán giả trên kênh HTV7 lúc 19 giờ mỗi thứ ba hằng tuần từ năm 2012.